# Elbogen (meteorito)
El meteorito de Elbogen, llamado también meteorito de Loket, es un meteorito metálico  que se menciona por primera vez en la localidad de Elbogen (hoy Loket, República Checa). 
A pesar de los registros incompletos y de que muchos de los documentos pertinentes han sido destruidos por las guerras, la comunidad meteorítica ha considerado que Elbogen fue testigo de la caída de este meteorito alrededor del año 1400, si bien este evento no está contrastado.
Tenía un peso de 107 kg, unas dimensiones aproximadas de 50 × 30 × 20 cm y la masa era redondeada.

## Historia
La masa de 150 libras (107 kg) tenía forma de cabeza de caballo y se preservó durante siglos en Elbogen antes de ser reconocida como un meteorito por el profesor K. A. Neumann en 1811.
En Loket se cuentan diversas historias que hacen referencia al meteorito. De acuerdo a ellas, el meteorito se remonta a la época en la que el castillo de la población era la sede del burgrave del emperador (Burggraf). Si esto es correcto, el meteorito se remontaría al período  1350 - 1430, único período en el que el castillo desempeñó este papel. La tradición cuenta que, en una ocasión, el odiado Burggraf, al convocar a sus siervos al servicio, se transformó en una pieza de hierro —el meteorito Elbogen—, el cual, desde entonces, recibe el nombre de «Der verwiinschte Burggraf» o «el burgrave hechizado». La masa se conservó en el sótano del castillo, pues se creía que si por algún motivo era cambiada de lugar, el burgrave tenía el poder de volver de nuevo.
En algún momento se intentó fundir la masa en un alto horno primitivo y, en el siglo XVIII, el meteorito permaneció durante tres décadas en el fondo de un pozo.
En 1812 fue dividido y de las 150 libras, 140 fueron a parar a Viena, mientras que «el hocico más delgado de la cabeza de caballo» permaneció en Elbogen.
En la actualidad, la mayor parte del meteorito (79 kg) sigue estando en Viena, en el Museo de Historia Natural, habiendo también piezas significativas en el ayuntamiento de Loket (14 kg) y en universidades y museos de Praga (13 kg).

## Composición y clasificación

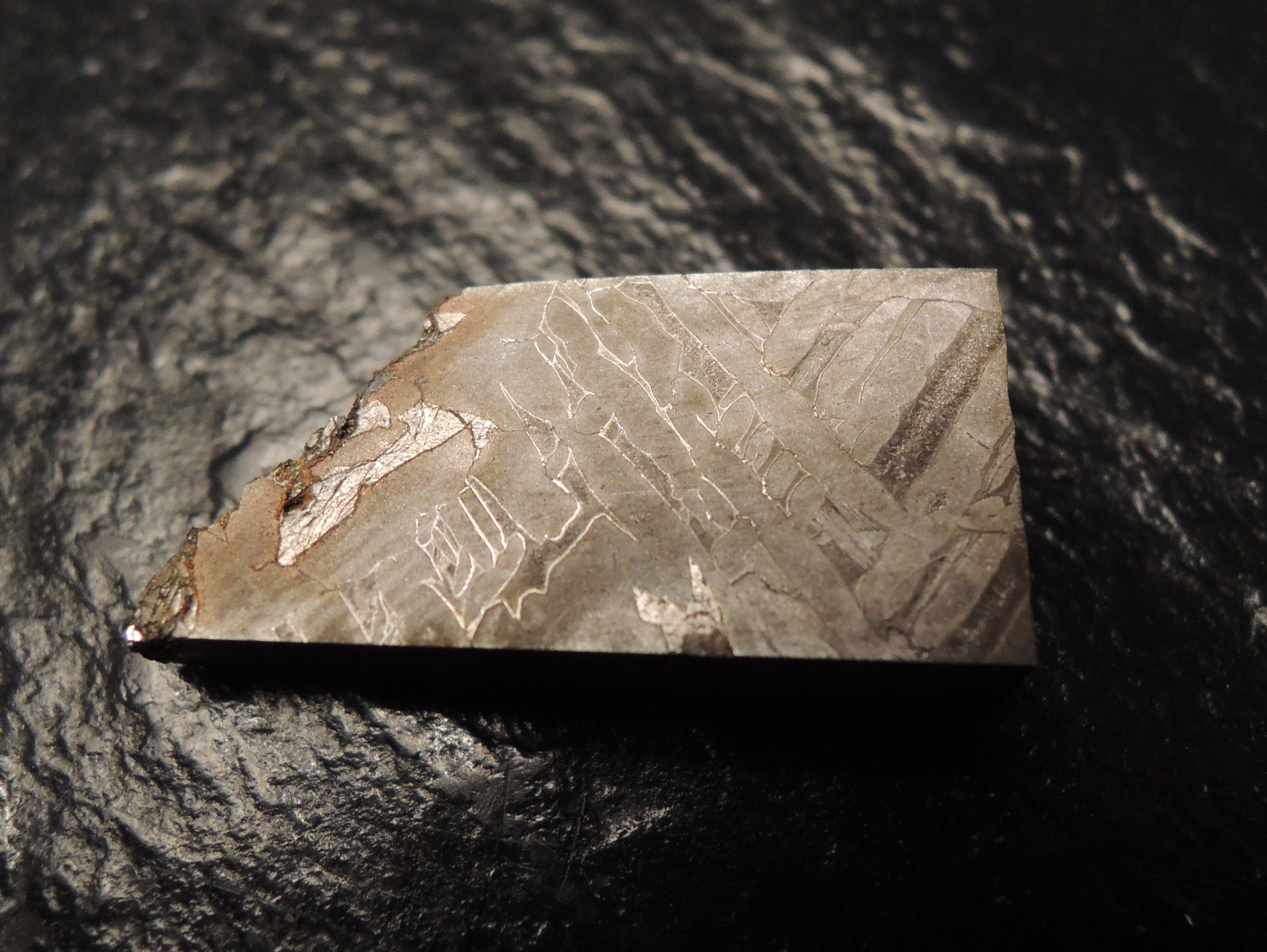
Lámina de 8,9 g del meteorito de Elbogen.

En el meteorito el mineral predominante es la camacita, la cual está acompañada de plesita (≈ 30% en volumen) y schreibersita primaria con diversas morfologías. También se encuentran troilita y cantidades menores de cromita dentro de la schreibersita. Si bien este último mineral no ha sido alterado significativamente por el calor, parte de la troilita y la mayoría o la totalidad del grafito presente han sido alterados por el tratamiento térmico terrestre.
Por otra parte, la masa está recubierta por una corteza de óxidos terrestres.
El meteorito de Elbogen contiene un 10,2% de níquel y un 0,64% de cobalto. Otros elementos menores son germanio (87 ppm), galio (74,5 ppm) e iridio (14 ppm). Su contenido de fósforo se estima en 0,30 ± 0,05%.
La clasificación del meteorito de Elbogen corresponde a una octaedrita del grupo IID.